# Minimalinvasive Fußchirurgie
Die minimalinvasive Fußchirurgie, auch MIS (minimal incision surgery) genannt, ist ein Spezialgebiet der Minimalinvasiven Chirurgie und umfasst alle chirurgischen Eingriffe am Fuß, die über millimetergroße Zugänge mit speziell dafür entwickelten Instrumenten (Fräser) durchgeführt werden. Vereinfachend wird auch hier, wegen der nur sehr kleinen Hautöffnungen von der „Schlüsselloch-Chirurgie des Fußes“ gesprochen.

## Geschichte
Die Anfänge der Technik reichen bis in die 1960er Jahre. In dieser Zeit versuchten die Podologen, störende Knochenstrukturen (Exostosen) perkutan, d. h. durch kleine Hautöffnungen abzutragen. Einige Zeit später wurden sogar einfache Osteotomien erfolgreich durchgeführt. Leider wurden für die innovative Operationsmethode inadäquate Instrumente verwendet – Fräser und Turbinen aus dem Gebiet der Zahnheilkunde. Diese Maschinen erzeugten den notwendigen Drehmoment nur mit einer hohen Drehzahl, welche zu Verbrennungen der Knochen und Haut, und damit zu Infektionen und Wundheilungsstörungen führte.
Erst in den 1990er Jahren wagte  Stephen A. Isham die Durchführung einer Vorfußkorrektur mit geeigneten Instrumenten und publizierte exzellente Ergebnisse.
Nach ausführlichen anatomischen Untersuchungen publizierte Mariano de Prado 2003 ein umfangreiches Werk mit allen operativen Zugängen und Tipps für sichere und effektive Durchführung der minimalinvasiven Eingriffe. David Redfern und Joel Vernois publizierten danach die ersten Studien, die die Wirksamkeit der Technik untermauerten.

## Bedeutung
Seit Jahren war das Ziel der operativen Therapie die Genesung nach der Operation zu beschleunigen. Es war auch offensichtlich, dass dies unter anderem durch die Reduktion des iatrogenen Schadens erreicht werden kann. Die ersten erfolgreichen Versuche auf dem Gebiet der Laparoskopie und Thorakoskopie wurden von Hans Christian Jacobaeus durchgeführt. Die ersten minimalinvasiven Gelenkeingriffe (Arthroskopien) wurden vom Dänen Severin Nordentoft ca. 1912 und dem Japaner Kenji Takagi durchgeführt, der 1938 die ersten intraartikulären Farbfotos in seinem Werk „Das Arthroskop“ publizierte.
Schlüsselloch-Techniken sind heute ein elementarer Bestandteil der modernen Chirurgie.
Mit der MIS-Technik ist es möglich die Haut, Sehnen und Gelenke effizient zu schonen, da der Chirurg durch kleine Hautschnitte mit speziell dafür entwickelten Instrumenten arbeiten kann. Die modernen Fräser bieten einen hohen Drehmoment bei geringer Drehzahl, so dass das Risiko der thermischen Schäden sehr gering ist. Bei der MIS handelt es sich um eine spezielle Schlüssellochtechnik, bei der der Chirurg keine direkte Sicht auf das OP-Feld hat, so dass er sich nur mithilfe eines Röntgengerätes und seines Tastgefühls orientiert. Um dieser Herausforderung gerecht zu werden, ist eine vorbildliche anatomische Ausbildung sowie regelmäßige Schulungen nötig.